# Saupiquet (salsa)
El salpiquet (en fr. saupiquet) és una salsa picant, fins i tot coent, espessa, que acompanya d'una manera privilegiada la llebre caçada i rostit a l'ast, però que és també adaptada a altres carns rostides. La salsa es compon de |Fetge de llebre, sang de llebre, pa, vi negre, vinagre, ceba, cansalada, condiments, baies, fulles i sal.

## Etimologia
Dues etimologies possibles per al terme salpiquet :
- contracció de sauce piquante (salsa picant) (Taillevent, al S. XIV emprava gingembre).
- contracció de sau (sal) i piquet (picat) : salsa picada de sal.

## Història
L'elaboració del salpiquet ja és descrita per Guillaume Tirel, dit Taillevent, cuiner du rei francès Carles V, en el seu Viandier :
| « | Saupiquet : Pour faire saupiquet sur connis ou sur aultre roste, hallés du pain comme pour faire cameline, et le mettés tramper avec du boullon, fondés du lard en une paelle et maincés de l'ognon bien menu, et le frisés ; pour quatre platz, prenés deux unces synamomes, demye unce gingembre et ung quart d'once menues espices, prenés du vin rouge et du vin aygre ; passés le pain et toutes les espices ensemble, et mettés boulir en une paelle ou en ung pot, et puis mettés dessus le rost. | » |

- connis : conill;
- roste : rostit;
- fer cameline : fer la salsa camelina;
- paelle : paella;
- le frisés : fregiu-lo ;
- platz : plats;
- synamome : canyella;
- unce : unça;
- passats : passeu al capolador
- pot: olla

Si la canyella i el gingebre tot sovint han desaparegut de les preparacions actuals, el pebre i fins i tot el pebre dolç han estat sovint reemplaçats per a especiar aquesta salsa.

## Presentació
El salpiquet contemporani s'elabora en diverses regions franceses i, per aquest fet, és especiat amb condiments, herbes (farigola…), fulles (llorer…) o baies (ginebre…) diferents. De vegades s'hi incorpora cansalada. Els ingredients immutables són el fetge i la sang de la caça a rostir, el pa, vi o el vinagre o totes dues coses alhora, l'all, les cebes.

L'animal (caça petita, llebre, però també conill, etc.) es cuina a l'ast, poc fet, i és acompanyat d'aquesta salsa.